# Roger Young (regista)
Roger E. Young (Champaign, 13 maggio 1942) è un regista statunitense.

## Biografia
Ha vinto un Emmy Award nel 1980 nella categoria Miglior regista in una serie drammatica per Lou Grant (episodio: Cop). Inoltre ha vinto per tre volte il Directors Guild of America Award: Lou Grant (1980 e 1981) e Murder in Mississippi (1991). Ha realizzato alcune miniserie televisive del ciclo Le storie della Bibbia per la società di produzione Lux Vide. Nel 2003 dirige la miniserie televisiva Augusto, mentre nel 2005 dirige la miniserie televisiva di genere fantasy, avventura Hercules. Nel 2013 invece dirige la miniserie Barabba.

## Filmografia parziale

### Cinema
- Lassiter lo scassinatore (Lassiter) (1984)
- La scatola misteriosa (The Squeeze) (1987)
- Falsi paradisi - Kiss the Sky (Kiss the Sky) (1998)

### Televisione
- Lou Grant - serie (1980-1981)
- Gulag 77 – film (1985)
- Murder in Mississippi - film (1991)
- Mosè - miniserie (1995)
- Giuseppe - miniserie (1995)
- Salomone - miniserie (1997)
- Jesus - miniserie (1999)
- San Paolo - miniserie (2000)
- Il bacio di Dracula - miniserie (2002)
- Augusto - miniserie (2003)
- Hercules - miniserie (2005)
- Barabba - miniserie (2013)
- La tenda rossa - miniserie (2014)

## Premi e riconoscimenti
- Primetime Emmy Awards
  - 1980 - Migliore regia di una serie drammatica - Lou Grant, episodio Cop